# 直-18
直-18，是中華人民共和國自行研制的中大型通用直升机。海军型于2013年中首次露面，预警型于2014年露面，陆军型于2014年底露面。它是由中航工业昌河飞机工业集团在直-8直升机改进而来的，该系列直升机的原型是法国SA-321超級黃蜂式直升機。
直-18又称“直-8大改”，或直-8F100。主旋翼和尾桨改为复合材料，传动系统升级，更换新型大功率发动机。航电系统改进，船型底改为了平底，从而降低了重量。海军型直-18保留浮筒，陆军型取消了浮筒。民用型AC313类似于陆军型。將直-8大改為直-18，其主要改進理由是為了高原飛行，據2015年2月央視報導，當時稱這架新型运输直升机在青藏高原達到量產型中型直升機突破世界紀錄的9000米以上飛行高度。未來青藏高原200多個哨所基地將不再有冬季封路後補給困難的狀態，達到全年全天候運補。2018年初直-18公佈入列，可搭載30餘名全副武裝人員飛行一千公里，具備晝夜和複雜氣象條件和全地域飛行能力，被認為是中国陸航部隊運載能力最大直升機。

## 機型
- AC313
- 直-18：預警机
- 直-18A：預警机
- 直-18F：反潛机
- 直-18FA：反潛机，Z-18F国产化版，改用新型发动机。
- 直-18Y：预警机